# Satelio
Satelio ist ein Pay-TV-Angebot für deutschsprachiges Fernsehen im südlichen Afrika (vor allem Namibia, unter dem Vertriebsnamen Deukom unter anderem auch in Südafrika), in weiteren afrikanischen Ländern (seit 1. Oktober 2015 Nigeria) und dem Nahen Osten. Satelio wird durch „Deutscher Televisionsklub Betriebs GmbH“ mit Sitz in Ismaning bereitgestellt.

## Technik und Rechtliches
Satelio sendete auf AMOS-5 (von 2. Dezember 2013 bis Anfang Juni 2014 über Intelsat 20) deutschsprachiges Fernsehen und Hörfunk. Aufgrund des Ausfalls von AMOS-5 seit dem 21. November 2015 wurde am 23. November 2015 der Umzug auf SES Astra 4A bekannt gegeben und am 24. November 2015 vollzogen.
In Namibia geschah bis 30. November 2017 die Ausstrahlung über die allgemeine Rundfunklizenz von Hitradio Namibia, ehe die Satelio Television (Namibia) (Pty) Ltd. die Ausstrahlung mit eigener Lizenz zum 1. Dezember 2017 übernommen hat. In Nigeria wird über die Lizenz von ACTV ausgestrahlt.
Am 27. März 2023 kündigte das Unternehmen eine Ausweitung auf IP-TV und ein französisches TV-Paket an.

## Namibia

### Fernsehprogramme
Satelio übertragt für Namibia folgende Voll- und Spartenprogramme:
Stand: August 2020
1. Das Erste HD
2. ZDF HD
3. 3sat HD (bis 30. September 2015 ProSieben Maxx)
4. ARTE HD (seit 4. Mai 2016)
5. DW Deutsch
6. Satelio-Hitradio-Namibia-Infokanal
7. n-tv
8. RTL Television HD (seit Mai 2017)
9. RTL II
10. Sat.1 HD
11. ProSieben HD
12. Puls 4
13. Heimatkanal (seit 14. Oktober 2016, bis 5. Juli 2016 FOX Sports Africa; bis 1. März 2015 SRF info)
14. Romance TV (seit 14. Oktober 2016)
15. Kabel eins
16. VOX
17. Sixx
18. Nitro (seit 24. November 2015)
19. Spiegel TV Wissen (zuvor Disney Channel; bis 31. Januar 2018 ProSieben Maxx; ab Januar 2020 Toggo Plus und TELE 5)
20. Super RTL
21. Deluxe Music (bis 31. Januar 2018 Jukebox/auto motor und sport channel; bis 15. Oktober 2014 C-Music)
22. auto motor und sport channel/Mezzo Live (bis Ende Mai 2017 RTL International; bis 18. Januar 2016 RTL Television/Mezzo Live; bis Dezember 2019 Marco Polo TV)
23. Welt (bis 31. Januar 2018 Fix & Foxi TV/N24; bis 30. November 2014 YFE TV)
24. Schlager TV
25. Tele 5 (zuvor SPIEGEL TV Wissen/Kabel 1 Doku)
26. Kabel eins Doku
27. NBC 1
28. Hinweis auf Sportsender von StarSat auf den folgenden Kanälen (Zusatzpaket)
29. ST Sports Premium HD (seit dem 1. September 2016)
30. ST World Football HD (seit dem 1. September 2016)
31. ST Sports Arena HD (seit dem 1. September 2016)
32. ST Sports Life (seit dem 1. September 2016)
33. ST Sports Focus (seit dem 1. September 2016)

Die in Zusammenarbeit mit dem südafrikanischen StarSat angebotenen fünf englischsprachigen Sportprogramme sind aufpreispflichtig. Satelio bietet mit diesem Sportpaket unter anderem die Übertragung der Fußball-Bundesligaspiele an.
Zusätzlich werden durch Satelio auf dem Satelliten frei empfangbare Sender auf den Sendeplätzen 34 bis 46 bereitgestellt.

### Hörfunkprogramme
Stand: 13. Oktober 2016

Hörfunkkanäle bei Satelio, 4. Februar 2014

Satelio stellt auf den Sendeplätzen 44 bis 56 folgende Hörfunkprogramme bereit.
- Hitradio Namibia (Free-to-Air)
- Antenne Bayern
- Bayern 1
- Bayern 3
- Klassik Radio
- harmony.fm
- Radio ffn
- Radio Paloma
- Sunshine Live
- Rock Antenne